# ジョン・ルシアン
ジョン・ルシアン（Jon Lucien、1942年1月8日 – 2007年8月18日）は、イギリス領ヴァージン諸島のトルトラ島出身の歌手。父のエリック・ルシアン・ハリガンは、トレスという弦楽器を主に演奏する音楽家。

## 経歴
ルシアンは1942年にトルトラ島で生まれ、ヴァージン諸島のセント・トーマス島で育ち、10代の時には父親のバンドでベースを演奏した。1960年代にニューヨークに移り、RCAレコードの幹部に見出されてデビュー・アルバムの『アイ・アム・ナウ』(1970年)を発表した。これはスタンダード集で、会社は「黒いシナトラとして売り出そうとしていた」とルシアンは語っている。2枚目のアルバム『ラシーダ』は全曲が自身のオリジナルで、編曲のデイヴ・グルーシンはグラミー賞の編曲賞にノミネートされた。「Lady Love」がラジオでヒットした。このほか、アルフォンソ・ジョンソン『イエスタデイズ・ドリーム』、ウェザー・リポート『ミスター・ゴーン』にもゲストで参加している。
1980年に長女が溺死して以来、薬物中毒に苦しんだ。1991年にマーキュリーからアルバム『Listen Love』を発売し音楽シーンに復帰。1993年には『Mother Nature's Son』を発表している。1997年のアルバム『エンドレス・イズ・ラヴ』はトランス・ワールド航空800便墜落事故で亡くしたもう一人の娘に捧げている。
2007年8月18日、呼吸器不全によりフロリダ州オーランドにて死去。

## ディスコグラフィ

### リーダー・アルバム
- 『アイ・アム・ナウ』- I Am Now (1970年、RCA Victor)
- 『ラシーダ』- Rashida (1973年、RCA Victor)
- 『マインズ・アイ』- Mind's Eye (1974年、RCA Victor)
- 『ソング・フォー・マイ・レディ』- Song for My Lady (1975年、Columbia)
- 『プリマニション』- Premonition (1976年、Columbia)
- Romantico (1980年、Precision)
- Inside Moves (1984年、Elektra)
- Listen Love (1991年、Mercury)
- Mother Nature's Son (1993年、Mercury)
- 『エンドレス・イズ・ラヴ』- Endless Is Love (1997年、Shanachie)
- By Request (1999年、Shanachie)
- Precious Is Love (1999年、Love Arts)
- Man from Paradise (2002年、Sugar Apple Music)
- Live in NYC (2003年、Sugar Apple Music)
- A Time for Love (2004年、Sugar Apple Music)
- The Wayfarer (2008年、Sugar Apple Music)[4]